# Ville minière
 (juillet 2009).
Si vous disposez d'ouvrages ou d'articles de référence ou si vous connaissez des sites web de qualité traitant du thème abordé ici, merci de compléter l'article en donnant les références utiles à sa vérifiabilité et en les liant à la section « Notes et références ».

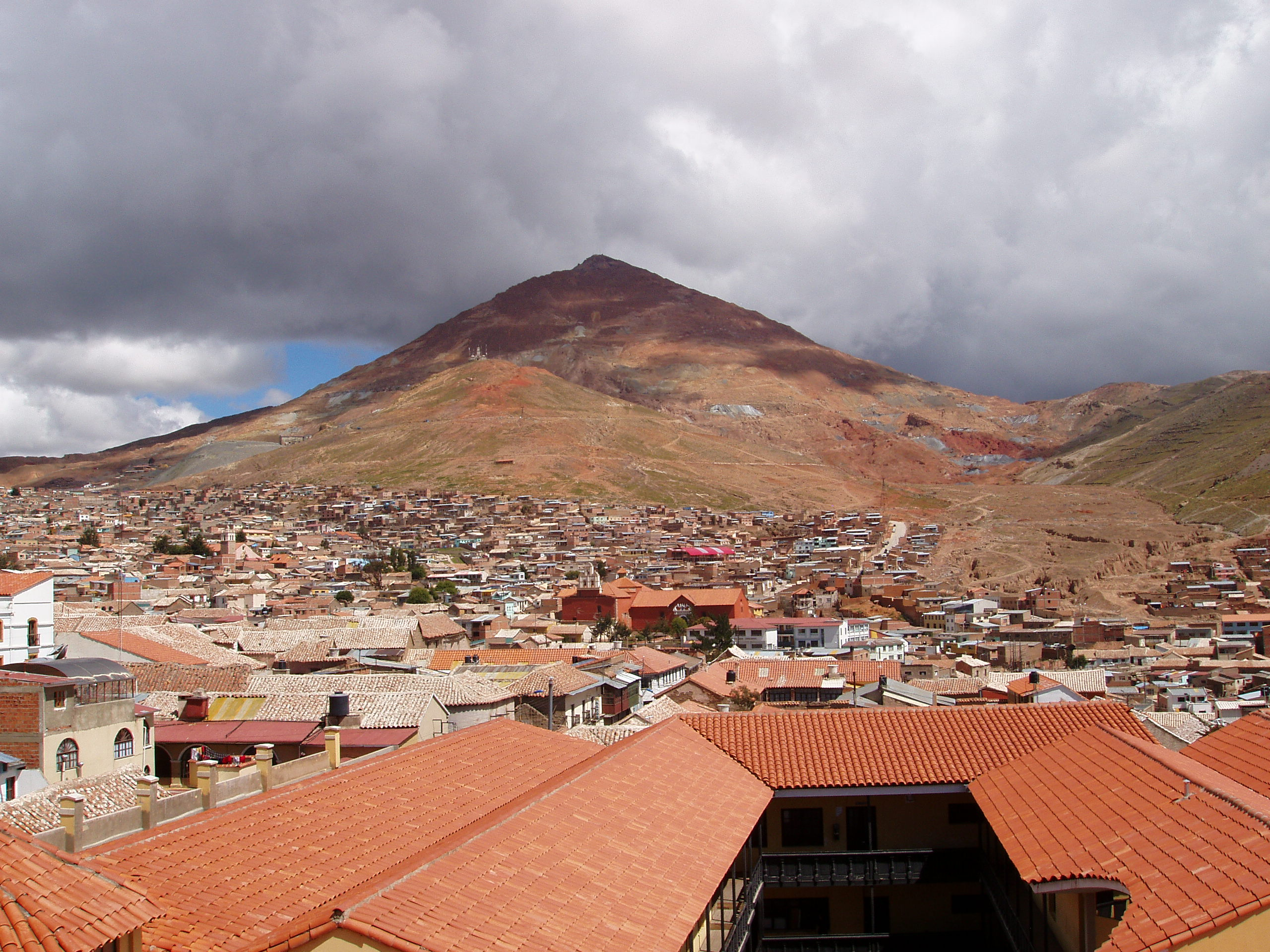
Potosí (Bolivie) est fondée en 1545 pour exploiter les mines d'argent du Cerro Rico.

Une ville minière est une ville dont la vocation ou la principale vocation est l'exploitation d'une ou de plusieurs mines. Parfois, les villes minières ont des usines de bouletages ou d'autres traitements des minerais. Les villes minières sont habituellement des villes champignons ou elles l'ont déjà été, et elles sont aussi souvent des villes de compagnie. Lorsque les activités minières cessent, il y a habituellement un exode d'une partie de la population, voire parfois même dans certains cas jusqu'à un abandon total ou partiel de la ville. Dans certains cas, la ville est détruite, comme dans le cas de la ville de Cassiar, en Colombie-Britannique qui a fermé et qui a été démolie en 1992 à la suite de la fermeture de la mine d'amiante qui faisait vivre la majorité des habitants de la ville. Dans la plupart de ces cas, la ville est isolée des autres villes, ou du moins des villes ayant une moyenne ou forte population. L'image type d'une ville minière est celle d'une petite ville isolée et ayant une faible population (par ex : 2000 hab, ou 8000 hab.), mais certaines ne sont pas isolées et certaines ont une grande population (par ex. 32000 hab.). Lorsque la ville n'est pas isolée, si la mine ferme, elle n'est pas démolie et elle ne vit pas de grand exode. Lorsque l'économie tombe à la suite de l'arrêt des activités minières, la ville peut relancer son économie grâce au tourisme (chasse, pêche, plein-air, etc., lorsqu'elle est située en forêt) et peut aussi offrir des visites guidées de la mine ou des mines non utilisée(s).  

## Mines de fer

### Québec
Certaines régions du monde sont riches en gisements, comme le Nord-du-Québec ou l'Abitibi-Témiscamingue, au Québec. Les villes minières de ces régions sont Chibougamau, Matagami, Val d'Or, ou Malartic, entre autres. La Côte-Nord est aussi une région riche en gisements. Les gisements exploités sont des gisements de fer. Les villes de Schefferville et de Gagnon furent créées pour exploiter le fer, comme le hameau de Fire Lake, où la mine est encore utilisée comme mine d'appoint durant l'été par Arcelor Mittal Mines du Canada. La situation économique de Fermont est par contre encore très bonne. La  Gaspésie a eu sa ville minière,  Murdochville, où la mine de cuivre  et l'usine ne sont plus en exploitation depuis 1999, mais la ville est toujours habitée par environ 800 personnes. 